# Ênia Trásila
Ênia Trásila (em latim: Ennia Thrasylla),  também conhecida como Ênia Neva (em latim: Ennia Naeva ou Ennia Naevia),   Ennia, esposa de Macro,  Ennia  e Eunia (cerca de 15  - 38,  Ennia em Grego em grego:  Έννίας Ennia Thrasylla para Grego em grego:  Έννία Θράσυλλα) era uma nobre romana que viveu no século I no Império Romano. 

## Histórico familiar
Ênia era de ascendência latina, grega, armênia e mediana. Ela era filha e filho conhecido de Lúcio Ênio de sua esposa sem nome  e talvez tivesse um irmão chamado Lúcio Ênio, pai de Lúcio Ênio Ferox, um soldado romano que serviu durante o reinado do imperador romano Vespasiano  de 69 a 79. 
Seu pai, Lúcio Ênio, era um latino romano equeste,  que originalmente poderia ter vindo da província romana de [[Creta e Cirenaica], pois era contemporâneo do reinado do imperador romano Tibério, que governou de 14 a 37. Lúcio Ênio era parente de Quinto Ênio, um poeta que viveu durante a República Romana e Mânio Ênio, um soldado romano, que serviu com Germânico em 14 no rio Reno
A esposa sem nome de Ênio, que era mãe de Ênia, era uma nobre romana de Alexandria, na província romana do Egito, descendente de gregos, armênios e medianos. Ela era a filha e o filho mais velho, nascido de Trásilo de Mendes e sua esposa, Aca II de Comagena.  Trásilo era um gramático egípcio grego, comentarista literário que serviu como astrólogo e tornou-se amigo pessoal do imperador romano Tibério,  enquanto Aka II era uma princesa de ascendência armênia, grega e mediana do Reino de Comagena.  Seu tio materno era Tibério Cláudio Balbilo, portanto, era primo paterno de Claudia Capitolina, que mais tarde se casaria com o Reino de Comagena.[carece de fontes?]
Como Ênia por nascimento, seu nome é Ênio, enquanto seu cognome Trásila é o nome feminino do antigo nome grego Trásilo.  Ela herdou o cognome, Trásila de seu avô materno, como, evidentemente, ela é uma neta de Trasilo.  Pouco se sabe sobre o início da vida e a vida anterior ao casamento. 

## Casamento e conexões imperiais
Em 31, Ênia se casou com o prefeito romano dos vigiles, Quinto Névio Cordo Sutório Macrão,  também conhecido como Névio Sutório Macro ou simplesmente Macro.  Após a queda e a morte do prefeito pretoriano Lúcio Élio Sejano em Roma em 31, Macro foi nomeado por Tibério para substituir Sejano.  Macro agora sendo o principal prefeito pretoriano da Guarda Pretoriana em Roma, tornou-se muito ambicioso  em seu papel. Através de sua posição, Ênia e Macro começaram a ter uma influência considerável. 
Como o marido de Ênia, sendo prefeito, exercia uma influência considerável, isso levou Ênia e Macro a fazer amizade e a favorecer o sobrinho-sobrinho e herdeiro de Tibério, Calígula. Em 34, Calígula perdeu sua primeira esposa, Júnia Claudila, durante o parto,  e em algum momento depois disso, ele começou um relacionamento com Ênia. As circunstâncias precisas do caso de Ênia e Calígula são obscuras.  O caso de Ênia com Calígula ocorreu na ilha de Cápri, onde seu avô presidia  com Tibério.  Calígula desenvolveu uma estreita relação sexual com Ênia  na qual ela se tornou uma das amantes de Calígula. 
Suetônio afirma que Calígula seduziu Ênia; no entanto, Tácito afirma que Macro induziu Ênia a fingir amar Calígula. Ênia e Macro trabalharam juntos como uma equipe para garantir sua posição futura  e as fontes variam quanto ao papel de Macro e à possível aprovação de Ênia ter um caso com Calígula para garantir que Macro permanecesse a favor dele. 
Após o caso de Ênia e Calígula em Capri em 34, ele jurou se casar com Ênia se se tornasse Imperador, prestando juramento por escrito. Calígula pode ter feito isso, para garantir o apoio de Macro e expandir a esfera de influência para Macro e Ênia.  A interação de Calígula entre Ênia e Macro o beneficiou imensamente, ajudando-o a suceder Tibério como imperador romano, quando este morreu no início de 37. 
Calígula governou como imperador romano de 37 a 41. Ênia e Macro provaram ser muito instrumentais nos primeiros dias do reinado de Calígula.  Por seu apoio a Calígula, Macro foi nomeado por Calígula como prefeito do Egito.  Em 38 anos, quando Ênia, Macro e seus filhos estavam deixando o continente italiano para ir ao Egito para Macro servir sua prefeitura, eles caíram em desgraça com Calígula.  Antes da partida, eles receberam uma ordem imperial para se matar.   Macro conseguiu gastar dinheiro suficiente para fornecer um anfiteatro para sua cidade natal, Alba Fucente. 

## Na cultura popular
- 1968 - Wanda Ventham na série de TV britânica The Caesars.
- 1979 - Adriana Asti no filme teatral Caligula.